# Benedict Swingate Calvert
Benedict Swingate Calvert (27 gennaio 1722 – 9 gennaio 1788) è stato un politico statunitense.

## Biografia
Calvert nacque in Inghilterra, figlio illegittimo di Charles Calvert, V barone Baltimore, governatore proprietario della provincia del Maryland. L'identità di sua madre non è chiara, ma HS Lee Washington, scrivendo nel registro storico della società genealogica della Nuova Inghilterra nel luglio 1950, suggerisce che era Melusina von der Schulenburg, contessa di Walsingham. Melusina era figlia di Giorgio I d'Inghilterra e della sua amante Melusine von der Schulenburg, duchessa di Kendal.
Qualunque sia la verità, sembra che la madre di Calvert fosse una persona di qualche discendenza. Secondo una lettera della suocera di Benedict, Rosalie Stier Calvert datata 10 giugno 1814, sua madre apparteneva "al rango più alto in Inghilterra".

## Arrivo nel Maryland
Nel 1742, il giovane Calvert fu mandato nella colonia proprietaria dei Calvert, il Maryland, che a metà del XVIII secolo era ancora una società in gran parte rurale. Nel 1730 la popolazione di Annapolis era di solo 776 abitanti. Secondo le lettere di Rosalie Stier Calvert, Calvert fu scortato personalmente ad Annapolis su una fregata comandata dall'ammiraglio Edward Vernon e una volta lì è stato posto alla cura del dottor George Steuart, un medico di Edimburgo e un alleato politico della famiglia dei Calvert. Steuart assegnò come tutor per il ragazzo, l'italiano Onorio Razzolini, e Calvert crebbe a casa di Steuart ad Annapolis, a poca distanza dalla casa di sua cugina di secondo grado, Elizabeth Calvert. Elizabeth era la figlia del governatore del Maryland, il capitano Charles Calvert e di sua moglie Rebecca Gerard, entrambi morti giovane, lasciando Elizabeth unica erede delle loro ricchezze.

## Carriera politica
Attraverso le sue conoscenze, Calvert è riuscito a beneficiare di notevoli patrocinati immobiliari, almeno fino a quando la rivoluzione americana. Nel 1745, fu nominato da suo padre ufficiale doganale del distretto di Patuxent e ufficiale navale.
Calvert non sarebbe mai tornato in Inghilterra né avrebbe incontrato ancora suo padre. 
Nel 1751 il padre di Calvert morì, lasciando al figlio la tenuta di Anne Arundel di 10.000 acri (40 km²). Sfortunatamente, il figlio e l'erede legittimo di Lord Baltimore, Frederick Calvert, VI barone Baltimore, ha contestato la volontà del padre e invalidò la legittimità di Benedict.
Nonostante la perdita della sua eredità, la carriera di Calvert progredì costantemente. Nel 1755 diviene un giudice e consigliere di Annapolis.
Nel 1769 la sua sorellastra Caroline Calvert sposò Robert Eden, che nello stesso anno successe a Horatio Sharpe come governatore del Maryland. Eden e Calvert condividevano un amore per le corse di cavalli e Calvert si trovò ben presto nominato membro del consiglio del Governatore.

### Mount Airy Plantation
Nel 1751 Calvert ereditò una piantagione di 4000 ettari (16 km²) conosciuta come Mount Airy, originariamente una residenza di caccia per il suo bisnonno Charles Calvert, III barone Baltimore, vicino a Upper Marlboro nella Contea di Prince George. 
Nel 1770 Calvert amministrava una grande proprietà di circa 4.000 ettari (16 km²), con oltre 150 schiavi. Era anche un entusiasta allevatore di cavalli, sia purosangue che da corsa che faceva gareggiare nelle competizioni nel Maryland e in Virginia.
Nel 1774, la figlia di Calvert, Eleanor, sposò John Parke Custis, figlio di Martha Washington. Lo stesso Washington non approvò questa unione a causa della loro giovane età, ma alla fine diede il suo consenso e prese parte alla cerimonia, che si svolse a Mount Airy.

### Rivoluzione americana
Come membro della politica del Maryland, Calvert era un lealista e si trovò ben presto sul lato perdente della guerra rivoluzionaria, le cui conseguenze avrebbero effettivamente concluso la sua carriera politica. La Convenzione di Annapolis del (1774-1776) vide l'antica élite del Maryland rovesciata e Calvert, Eden e Steuart persero il loro potere politico. Il 13 maggio 1777 fu costretto a dimettersi come giudice dell'ufficio del territorio.
Calvert non lasciò il Maryland, né si arruolò, anche se molti altri lealisti formarono il Maryland Loyalists Battalion. In occasione Calvert ha rifornito l'esercito continentale con cibo e provviste.
Dopo la fine della guerra, Calvert dovette pagare le tasse come altri lealisti, ma non fu mai costretto a firmare il giuramento di lealtà e le sue terre e le proprietà non vennero confiscate.
La lealtà di Calvert non sembra aver influenzato i suoi rapporti cordiali con il leader della rivoluzione, George Washington. 

## Matrimonio
Sposò, il 21 aprile 1748, la cugina Elizabeth Calvert. La cerimonia ebbe luogo St. Anne's Church dal reverendo John Gordon. La coppia andò a vivere a State Circle, Annapolis. Ebbero tredici figli, di cui molti morirono durante l'infanzia:
- Rebecca Calvert (nata e morta 25 dicembre 1749);
- Charles Calvert (1756-1777)[29];
- Eleanor Calvert (1757-1811), sposò John Parke Custis;
- Elizabeth Calvert (1760-1814), sposò Charles Steuart[30];
- Ariana Calvert (1763-1788);
- Edward Henry Calvert (7 novembre 1766-12 luglio 1846), sposò Elizabeth Biscoe;
- George Calvert (2 febbraio 1768-28 gennaio 1838), sposò Rosalie Eugenia Stier;
- Philip Calvert (morto durante l'infanzia);
- Leonard Calvert (morto durante l'infanzia);
- Cecilius Calvert (morto durante l'infanzia);
- John Calvert (?-1788);
- William Calvert (?-1788);
- Robert Calvert (morto durante l'infanzia).

## Morte
Calvert morì a Mount Airy il 9 gennaio 1788. Fu sepolto sotto il seggio della chiesa di San Tommaso a Croom.
I discendenti di Calvert continuarono a vivere nella piantagione di Mount Airy fino all'inizio del XX secolo. Nel 1973, è stata acquisita dallo Stato del Maryland e divenne Rosaryville State Park.